# Melhor treinador de rugby do mundo pela IRB
O IRB International Coach of the Year  é um prêmio anual, que se repete desde 2001 e é entregue pela International Rugby Board (IRB) ao melhor treinador rugby durante aquele ano.

## Vencedores
- 2001:  Rod Macqueen
- 2002:  Bernard Laporte
- 2003:  Clive Woodward
- 2004:  Jake White
- 2005:  Graham Henry
- 2006:  Graham Henry
- 2007:  Jake White
- 2008:  Graham Henry
- 2009:  Declan Kidney
- 2010:  Graham Henry
- 2011:  Graham Henry
- 2012:  Steve Hansen